# Virtù (gastronomia)
Le virtù sono un piatto della cucina abruzzese, caratteristico del primo di maggio. Fanno parte dei Prodotti agroalimentari tradizionali abruzzesi.
(Giuseppe Savini, Lessico del dialetto teramano)

## Storia
Piatto dalla storia controversa di cui molti paesi rivendicano la primogenitura ma le cui origini romane sembrano incontestabili e riconosciute dallo stesso Giuseppe Savini, primo a studiare in modo sistematico le tradizioni e il folklore della provincia di Teramo.
Savini infatti, cita Poggio Bracciolini (1380-1459) che riferisce come questo piatto ai suoi tempi fosse molto noto a Roma, dove si consumava proprio alla data del 1º maggio ed era chiamato con lo stesso nome di Virtù, oggi usato in Teramo.
(Poggio Bracciolini, oltre l'edizione citata da Savini cfr. ad esempio, Facezie, prefazione di Domenico Ciampoli, Lanciano, Carabba, stampa 1911)
Si tratta di un cibo molto antico che rispetta rigorosamente "le scadenze calendariali e i ritmi stagionali", scrive Giuseppe Di Domenicantonio in un suo studio, un cibo che se ormai è ufficialmente "adottato" come proprio dal popolo teramano, si ritrova, sia pure con altre denominazioni e caratterizzato da numerose varianti, in molti paesi d'Abruzzo.
Si dice che in passato le Virtù venissero prodotte dall'intera comunità che le distribuiva agli indigenti. In effetti tale usanza sembra permanere nell'abitudine a cucinare le Virtù in grande abbondanza e ad offrirle in omaggio ai vicini, alle persone care e anche a semplici e occasionali conoscenti.
In tutti i casi le Virtù appaiono legate all'incerta esistenza dei contadini che al termine dell'inverno vuotavano le madie e le ripulivano da tutti gli avanzi. Ai legumi secchi, così raccolti, si univano gli ingredienti freschi che già la nuova stagione aveva iniziato a produrre in abbondanza.
Tale credenza tuttavia per quanto molto nota non è molto seguita nella pratica e gli ingredienti in realtà sono sempre in numero maggiore. Resta il fatto che il sapore deve nascere dalla realizzazione di una perfetta miscela nella quale nessun ingrediente deve emergere.
Secondo Giuseppe Savini le Virtù venivano un tempo chiamate anche "li zocche" o "cucine" ma si tratta di espressioni ormai non più in uso.

## Ingredienti
La scelta degli ingredienti può subire variazioni notevoli, sia nelle quantità che nella tipologia.
Senza entrare qui nel merito della ricetta, delle quantità, delle proporzioni o della preparazione che richiede una procedura lunga e complessa, si elencano qui gli ingredienti base, in modo da dare un'idea concreta della varietà di elementi che concorrono alla realizzazione di questo piatto:
- legumi secchi: fagioli di varie qualità, ceci e le lenticchie (da prepararsi separatamente e in modo diverso);
- legumi freschi: piselli e fave in primo luogo;
- verdure: zucchine, carote, patate, carciofi, bietole, indivia, scarola, lattuga, verza. cavolfiore, cicoria, spinaci, finocchio, rape;
- odori: aglio, cipolla, maggiorana, salvia, timo, sedano, prezzemolo, aneto, noce moscata, chiodi di garofano, pepe o peperoncino, pipirella, menta selvatica, borragine, finocchietto selvatico, basilico;
- carni: prosciutto crudo, cotiche di maiale, carne macinata di manzo, lardo, lonza, piedi e orecchie di maiale, pancetta, guanciale, polpettine (o pallottine) di manzo;
- tipi di pasta: pasta di grano duro corta, pasta fresca all'uovo di varie forme e dimensioni, qualche tortellino e qualche raviolo di carne, con il tempo si sono aggiunte paste all'uovo anche colorate;
- altri ingredienti: olio d'oliva, burro, sale, pepe, polpa di pomodoro.